# L'Homme qui pensait des choses
Pour plus de détails, voir Fiche technique et Distribution.
L'Homme qui pensait des choses (Manden der tænkte ting) est un film danois réalisé par Jens Ravn, sorti en 1969.

## Synopsis
Steinmetz a la capacité de faire apparaître des choses éphémères avec son esprit. Un neurochirurgien lui propose une opération mais Steinmetz décide finalement de créer un double à l'aide de ses capacités pour le remplacer.

## Fiche technique
- Titre : L'Homme qui pensait des choses
- Titre original : Manden der tænkte ting
- Réalisation : Jens Ravn
- Scénario : Henrik Stangerup d'après le roman de Valdemar Holst et Jens Ravn
- Musique : Per Nørgård
- Photographie : Witold Leszczyński
- Montage : Lars Brydesen
- Société de production : ASA Film
- Pays :  Danemark
- Genre : Horreur et science-fiction
- Durée : 93 minutes
- Dates de sortie : 
  -  Danemark : 9 mai 1969

## Distribution
- John Price : Steinmetz
- Preben Neergaard : Max Holst
- Lotte Tarp : Susanne
- Lars Lunøe : Robert

## Distinctions
Le film a été présenté en sélection officielle en compétition au Festival de Cannes 1969.